# Балка Баштина
Балка Баштина — річка в Україні, у Петрівському й Долинському районах Кіровоградської області. Ліва притока Бокової (басейн Дніпра).

## Опис
Довжина річки 14 км, похил річки — 3,4 м/км. Площа басейну 73,5 км².

## Розташування
Бере початок на північно-західній околиці села Баштине. Тече переважно на південний захід через Новопетрівку і у Ганнівці впадає у річку Бокову, праву притоку Інгульця.